# Samedizino Uniwersiteti
Samedizino Uniwersiteti (georgisch სამედიცინო უნივერსიტეტი; russisch Самедицино университети; zu Deutsch: Medizinische Universität), bis 1992 Komkawschiruli bzw. Komsomolskaja, ist eine Station der Metro Tiflis. Sie wird von der Saburtalo-Linie genutzt.

Streckennetz der Metro Tiflis mit der Station Samedizino Uniwersiteti an der Saburtalo-Linie (grün)

Samedizino Uniwersiteti wurde am 22. September 1979 unter dem Namen Komsomolskaja eröffnet. Die Architekten heißen N. Lomidse und G. Modsmanischwili. 1992 wurde sie in Samedizino Uniwersiteti (bzw.: Samedizino) umbenannt. Zu den Bahnsteigen führen statt Rolltreppen Steintreppen und die Station verfügt über einen Eingang. Sie liegt zwischen Teknikuri Uniwersiteti und Delissi.